# Sweet Surrender (canción)
«Sweet Surrender» es una canción escrita e interpretada por el cantautor estadounidense John Denver. Fue publicada el 24 de junio de 1974 como la undécima canción de su octavo álbum de estudio, Back Home Again.

## Lanzamiento como sencillo
Denver interpretó «Sweet Surrender» en la gira de conciertos del álbum Back Home Again. Se grabaron las interpretaciones en el Anfiteatro Universal para el álbum en vivo de 1975, An Evening with John Denver. «Sweet Surrender» fue publicada como el sencillo principal del álbum en diciembre de 1974, con «Summer» como lado B, por RCA Records.

## Recepción de la crítica
Un escritor no especificado de Billboard llamó a la canción “bonita y melódica”. Un escritor no especificado de Cash Box consideró que “la voz alta y clara de John Denver, su estilo de guitarra easy listening y su disposición alegre deberían hacer de este disco otro éxito”.

## Rendimiento comercial
En Estados Unidos, «Sweet Surrender» debutó en el número 40 en la lista Easy Listening durante la semana que terminó el 28 de diciembre de 1974, donde se desempeñó como el debut más alto de la edición. Después de escalar de manera constante la lista durante siete semanas consecutivas, encabezó la lista el 8 de febrero de 1975, donde desplazó la canción de Eagles, «Best of My Love», de la posición más alta. «Sweet Surrender» salió de la lista Easy Listening el 29 de marzo en el número 44; en total, pasó catorce semanas consecutivas entre los rankings de la lista. En la lista de sencillos de todos los géneros, «Sweet Surrender» alcanzó el número 13 el 15 de febrero.
Fuera del país natal de Denver, el sencillo tuvo un éxito comercial similar. En Canadá, «Sweet Surrender» debutó en el puesto número 38 de la lista RPM Pop Music Playlist durante la semana que terminó el 11 de enero de 1975, donde se desempeñó como el debut más alto de la edición. En su quinta semana en la lista, «Sweet Surrender» alcanzó la primera posición que anteriormente ocupaba «Best of My Love» de Eagles. «Sweet Surrender» salió de la lista Pop Music Playlist el 29 de marzo en el número 30; en total, pasó nueve semanas consecutivas entre los rankings de la lista. En la lista de sencillos de todos los géneros, «Sweet Surrender» alcanzó el puesto número 38 el 22 de febrero.

## Lista de canciones
- 7-inch – RCA PB-10148[13]

1. «Sweet Surrender» (John Denver) – 2:50
2. «Summer» (Denver, Mike Taylor, Dick Kniss) – 3:02

## Créditos y personal
Créditos adaptados desde las notas de álbum de Back Home Again.
Músicos
- John Denver – voz principal y coros, guitarra
- Steve Weisberg – guitarra líder
- Dick Kniss – bajo eléctrico
- John Sommers – mandolina
- Jim Connor – banjo, coros
- Hal Blaine – percusión
- Denny Brooks – coros
- Julie Connor – coros
- Michael Kirkland – coros
- Brenda Kirkland – coros
- Daniel Moore – coros
- Jean Monteray – coros
- Herb Pedersen – coros
- Gibby Stratton – coros
- Dennis Coats – coros
- Richard Lockmiller – coros
- Mike Settle – coros
- David Jackson, Jr. – coros
- John Stewart – coros
- Buffy Ford – coros

Personal técnico
- Milton Okun – productor
- Kris O'Connor – productor asistente
- Mickey Crofford – ingeniero de audio
- Artie Togersen – ingeniero asistente
- Richard Simpson – masterización

## Posicionamiento

### Gráfica semanal
| Gráfica (1975)                                 | Pico de posición |
| ---------------------------------------------- | ---------------- |
| Australia (Kent Music Report)                  | 38               |
| Canadá (RPM Top Singles)                       | 38               |
| Canadá (RPM Pop Music Playlist)                | 1                |
| Canadá (RPM Country Playlist)                  | 16               |
| Estados Unidos (Billboard Hot 100)             | 13               |
| Estados Unidos (Billboard Easy Listening)      | 1                |
| Estados Unidos (Billboard Hot Country Singles) | 7                |

### Gráfica de fin de año
| Gráfica (1975)                            | Pico de posición |
| ----------------------------------------- | ---------------- |
| Canadá (RPM Pop Music Playlist)           | 17               |
| Estados Unidos (Billboard Easy Listening) | 33               |